# Balmoral-Maltais
Pour les articles homonymes, voir Balmoral et Maltais (homonymie).
Balmoral-Maltais, aussi appelé Paroisse de Balmoral est un village du comté de Restigouche, à l'ouest de la province canadienne du Nouveau-Brunswick. Le village a le statut de DSL. Dans le cadre de la réforme de la gouvernance locale du 1er janvier 2023, le territoire du DSL a été réparti entre la cité de Campbellton, les villes de Bois-Joli et Baie-des-Hérons et le district rural de Restigouche.

## Géographie
Balmoral-Maltais est situé dans les Appalaches. Le territoire comprend le hameau de Mcabbie. La majeure partie de Selwood est comprise dans Eel River Crossing mais l'agglomération s'étend dans la paroisse, sur le chemin Drapeau. La majeure partie de Mountain Brook est comprise dans Charlo mais une petite partie de l'agglomération, dans l'ouest de la rue Mountain Brook, est comprise dans la paroisse. Il y a aussi quelques maisons et chalets isolés.
Balmoral-Maltais est généralement considérée comme faisant partie de l'Acadie.

## Histoire
Balmoral-Maltais est situé dans le territoire historique des Micmacs, plus précisément dans le district de Gespegeoag, qui comprend le littoral de la baie des Chaleurs. Ce territoire était revendiqué d'abord par les Iroquois et ensuite seulement par les Mohawks.

## Économie
Entreprise Restigouche a la responsabilité du développement économique.

## Administration

### Comité consultatif
En tant que district de services locaux, Balmoral-Maltais est administré directement par le Ministère des Gouvernements locaux du Nouveau-Brunswick, secondé par un comité consultatif élu composé de cinq membres dont un président.

### Commission de services régionaux
Balmoral-Maltais fait partie de la Région 2, une commission de services régionaux (CSR) devant commencer officiellement ses activités le 1er janvier 2013. Contrairement aux municipalités, les DSL sont représentés au conseil par un nombre de représentants proportionnel à leur population et leur assiette fiscale. Ces représentants sont élus par les présidents des DSL mais sont nommés par le gouvernement s'il n'y a pas assez de présidents en fonction. Les services obligatoirement offerts par les CSR sont l'aménagement régional, l'aménagement local dans le cas des DSL, la gestion des déchets solides, la planification des mesures d'urgence ainsi que la collaboration en matière de services de police, la planification et le partage des coûts des infrastructures régionales de sport, de loisirs et de culture; d'autres services pourraient s'ajouter à cette liste.

### Chronologie municipale

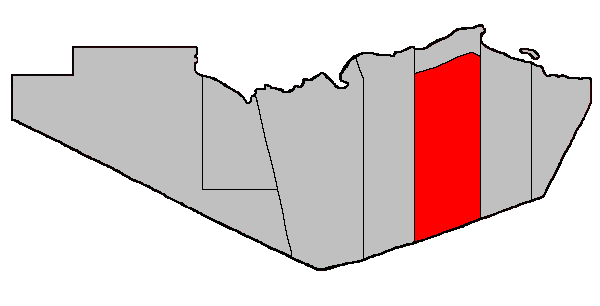
Situation sur une carte des paroisses civiles du comté de Restigouche (certains DSL et municipalités ne sont donc pas montrés).

### Représentation
Nouveau-Brunswick : Balmoral-Maltais fait partie de la circonscription de Dalhousie—Restigouche-Est, qui est représentée à l'Assemblée législative du Nouveau-Brunswick par Donald Arseneault, du parti libéral. Il fut élu en 2010.
 Canada : Balmoral-Maltais fait partie de la circonscription fédérale de Madawaska—Restigouche, qui est représentée à la Chambre des communes du Canada par Jean-Claude D'Amours, du Parti libéral. Il fut élu lors de la 38e élection générale, en 2004, puis réélu en 2006 et en 2008.

## Vivre à Balmoral-Maltais
Balmoral-Maltais fait partie du sous-district 1 du district scolaire Francophone Nord-Est. Les écoles les plus proches sont à Val-d'Amours et à Campbellton. Campbellton compte le Centre hospitalier Restigouche, francophone, et l'hôpital régional de Campbellton, anglophone. Les hôpitaux néo-brunswickois sont en effet bilingues dans leurs services mais unilingues dans leur administration. Campbellton compte de plus un poste d'Ambulance Nouveau-Brunswick.
Les francophones bénéficient du quotidien L'Acadie nouvelle, publié à Caraquet, ainsi qu'à l'hebdomadaire L'Étoile, de Dieppe. Ils ont aussi accès à l'hebdomadaire L'Aviron, publié à Campbellton. Les anglophones bénéficient des quotidiens Telegraph-Journal, publié à Saint-Jean ainsi que de l'hebdomadaire Campbellton Tribune, de Campbellton.
La collecte des déchets et matières recyclables est effectuée par la Commission de gestion des déchets solides de Restigouche. L'aménagement du territoire est de la responsabilité de la Commission d'urbanisme du district de Restigouche. Le détachement de la Gendarmerie royale du Canada le plus proche est à Dalhousie. Le poste d'Ambulance Nouveau-Brunswick le plus proche est aussi à Dalhousie. Le bureau de poste le plus proche est quant à lui à Balmoral.